# Укрфільтрсервіс
Укрфільтрсервіс — промислова група «Укрфільтрсервіс» і завод «Фільтр» — переможець Всеукраїнського конкурсу якості продукції «100 найкращих товарів України». 
Працює у галузі забезпечення робітників вугільної та інших галузей промисловості надійними засобами індивідуального захисту органів дихання (ЗІЗОД) європейської якості понад 15-ти років. 
Випускає серію легких респіраторів серії «Росток» трьох ступенів захисту, які відповідають європейському стандарту EN 149:1996. Це серія респіраторів «Пульс», які відмінно себе зарекомендували на всіх вугільних підприємствах України, а також оновлена серія пилогазових респіраторів «Тополя», які на сьогодні день застосовуються у всіх галузях промисловості. 

## Контактні дані
- Адреса: 84601 Україна, Донецька область, Горлівка, пр. Леніна, 23.